# 等鰭塔氏魚
等鰭塔氏魚，為黑頭魚科的其中一種，為深海魚類，分布於東大西洋摩洛哥至剛果海域，深度560-1690公尺，體長可達29公分，棲息在中層水域，生活習性不明。

## 扩展阅读
維基物種上的相關：等鰭塔氏魚